# Ponts-sur-Seulles
Ponts-sur-Seulles – gmina we Francji, w regionie Normandia, w departamencie Calvados. W 2013 roku liczba ludności wynosiła 1095 mieszkańców. 
Gmina została utworzona 1 stycznia 2017 roku z połączenia trzech ówczesnych gmin: Amblie, Lantheuil oraz Tierceville. Siedzibą gminy została miejscowość Lantheuil.